# Луджоу
Луджоу е град в провинция Съчуан в Централен Китай. Разположен е на река Яндзъ. Луджоу е с население от 456 200 жители (30 декември 2006 г.), а населението на целия административен район, който включва и града, е 4 218 427 жители. Луджоу разполага с летище. В града рядко вали сняг.